# Exechia adamsi
Exechia adamsi är en tvåvingeart som beskrevs av Laffoon 1965. Exechia adamsi ingår i släktet Exechia och familjen svampmyggor.
Artens utbredningsområde är Indiana. Inga underarter finns listade i Catalogue of Life.